# 国司就信
国司 就信（くにし なりのぶ）は、戦国時代から安土桃山時代にかけての武将。毛利氏の家臣。

## 生涯
毛利氏の譜代家臣である国司元保（新右衛門、左馬允、右衛門、筑後守）の子として生まれる。大永4年（1524年）12月16日に毛利元就を烏帽子親として元服し、「就」の偏諱を与えられて「就信」と名乗った。
天文6年（1537年）から天文9年（1540年）にかけて毛利隆元が大内義隆の人質として山口に滞在した際、就信も父と共に従った。この時の功で、天文11年（1542年）閏3月に隆元から安芸国安芸郡牛田にて1町6段の地を宛行われる。さらに、永禄6年（1563年）6月5日に隆元から安芸国佐西郡友田と山里の内の児玉元村上表の地15石、永禄9年（1566年）4月20日には元就から周防国吉敷郡において湯田などの60貫余り、永禄11年（1568年）3月10日には元就と毛利輝元から安芸国上品地山根名1町9段を宛行われた。
永禄12年（1569年）8月22日には井上元直と共に北九州の所帯裁判奉行に任じられ、元亀元年（1570年）からは長門国と周防国の段銭奉行を務める。また、元亀2年（1571年）には黒川著保や佐藤元実と共に長門国且山城の普請を行っていたが、同年6月14日に元就が死去すると、輝元の命によって一時長門国から安芸国吉田郡山城に帰還し、元就の葬儀に参列した。
天正8年（1580年）12月13日、周防国吉敷郡白松の内の吉見氏領15石と、吉敷郡山口の国清寺領内にかつて就信が住んでいた屋敷分の畠6段を与えられ、天正11年（1583年）には大内義隆33回忌法会の執行を命じられた。また、天正12年（1584年）3月25日には長門国豊浦郡安岡の流鏑馬田30石の内の15石を与えられて流鏑馬役を務め、天正16年（1588年）から始まる毛利氏の惣国検地によって同年6月17日に長門国美祢郡長田などで60石9斗余を宛行われる。
文禄元年（1592年）12月29日に死去。子の元信が後を継いだ。